# Les Sepultures
Les Sepultures és una serra situada al municipi d'Osor a la comarca de la Selva, amb una elevació màxima de 848 metres.